# Nardovelifer altipinnis
Nardovelifer altipinnis es una especie monotípica del género extinto de peces Nardovelifer.

## Descripción
N. altipinnis es la única especie registrada de Nardovelifer. Este pez era de tamaño mediano, pudiendo alcanzar los 35 cm de longitud (13,77 pulgadas). Nardovelifer se caracterizaba por la presencia de nueve rayos muy alargados colocados detrás de la cabeza. Otras características de Nardovelifer incluyen el cuerpo profundo y lateralmente comprimido, la cabeza grande, 35 vértebras, la aleta anal larga, compuesta de numerosas espinas y con radios blandos, la aleta caudal bifurcada, las aletas pélvicas colocadas debajo de las aletas pectorales y compuestas por 12 radios, el preopérculo ligeramente curvado. Algunos restos fósiles se han encontrado en depósitos cretácicos en la localidad de Nardó, Italia.